# Geleitzug QP 10
Der Geleitzug QP 10 war ein alliierter Nordmeergeleitzug, der im April 1942 in der Murmansk vorgelagerten Kola-Bucht zusammengestellt wurde und weitestgehend ohne Ladung ins isländische Reykjavík fuhr. Durch deutsche U-Boot- und Luftangriffe verloren die Alliierten vier Frachter mit 24.481 BRT.

## Zusammensetzung und Sicherung

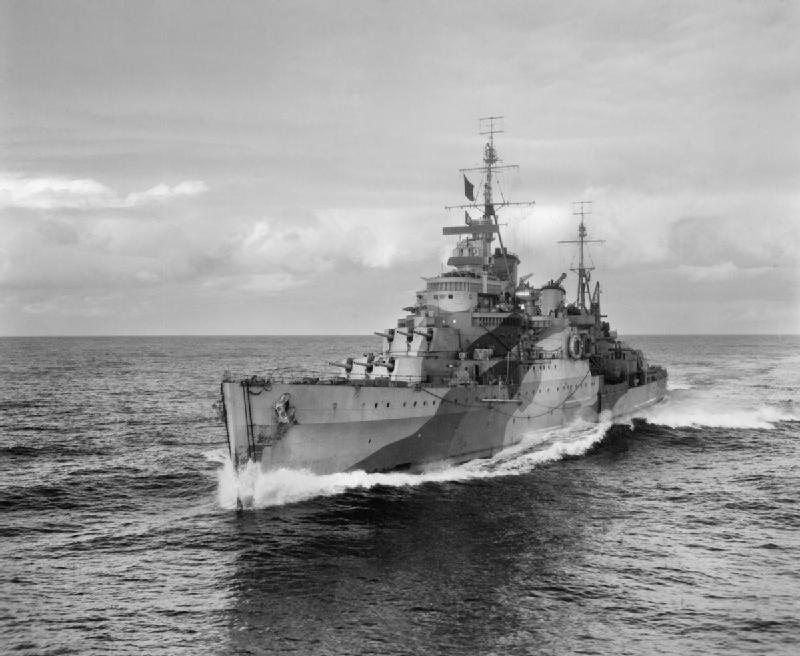
Die Liverpool…

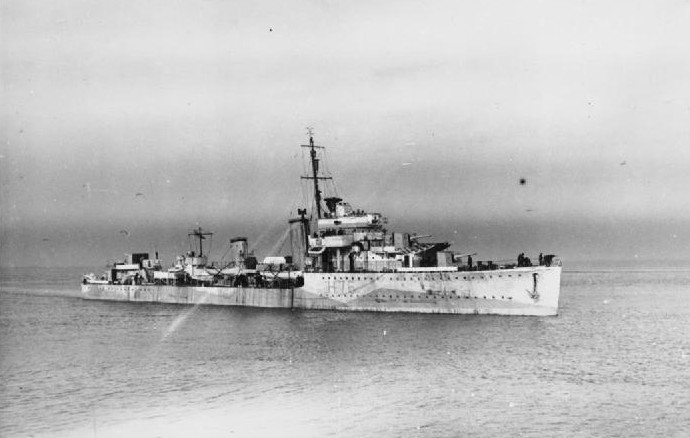
…und die Fury waren zusammen…

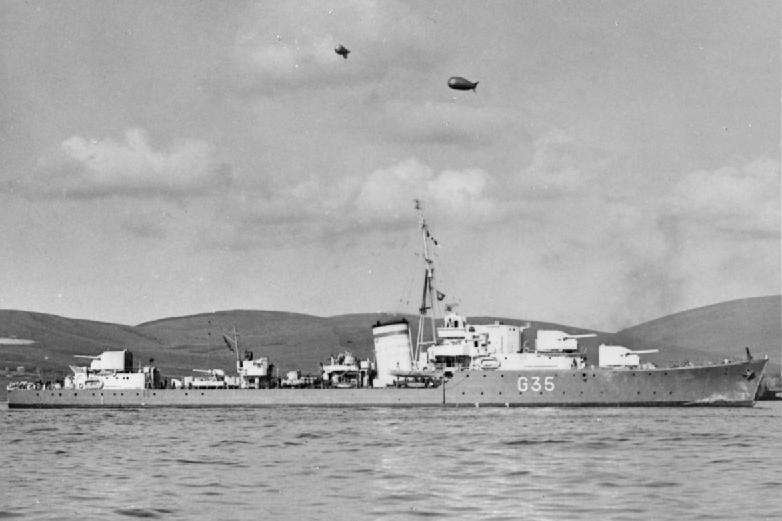
… mit der Marne Teil der Ocean Escort

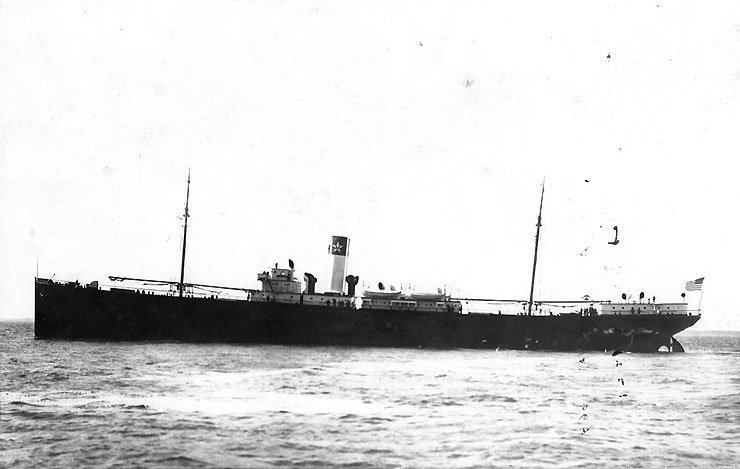
Die El Occidente sank durch Torpedo von U 435

Der Geleitzug QP 10 setzte sich aus 22 Frachtschiffen zusammen. Am 10. April 1942 verließen sie das sowjetische Murmansk (Lage) in Richtung Reykjavík (Lage). Kommodore des Konvois war Captain D. A. Casey, der sich auf der Temple Arch eingeschifft hatte. Bis zum 12. April übernahm die Eastern Local Escort mit den sowjetischen Zerstörern Gremjaschtschi und Sokruschitelny sowie die britischen Minensucher Gossamer, Harrier und Hussar den Nahschutz des Konvois. Vom 10. bis 21. April übernahm zusätzlich die Ocean Escort die Sicherung mit dem Kreuzer Liverpool, den Zerstörern Oribi, Punjabi, Marne, Fury, Eclipse, dem Minensucher Speedwell und den UJ-Trawlern Blackfly sowie Paynter bis Reykjavík. Zwischen Island und Norwegen operierte eine Fernsicherungsgruppe mit den Schlachtschiffen King George V, Duke of York, dem Flugzeugträger Victorious, den Kreuzern Kent, Nigeria und den Zerstörern Bedouin, Belvoir, Escapade, Eskimo, Faulknor, Ledbury, Matchless, Middleton, Offa, Onslow, Somali und Wheatland.
| Name              | Typ      | Flagge                 | Vermessung in BRT | Verbleib                                      |
| ----------------- | -------- | ---------------------- | ----------------- | --------------------------------------------- |
| Artigas           | Frachter | Panama                 | 5613              |                                               |
| Beaconstreet      | Frachter | Vereinigte Staaten     | 7467              |                                               |
| Belomorkanal      | Frachter | Sowjetunion            | 2900              |                                               |
| Carpulin          | Frachter | Panama                 | 4977              |                                               |
| City of Joliet    | Frachter | Vereinigte Staaten     | 6167              |                                               |
| Dneprostroi       | Frachter | Sowjetunion            | 4756              |                                               |
| El Coston         | Frachter | Panama                 | 7286              |                                               |
| El Occidente      | Frachter | Panama                 | 5127              | am 13. April durch U 435 versenkt (Lage)      |
| Empire Cowper     | Frachter | Vereinigtes Königreich | 7164              | am 11. April durch III./KG 30 versenkt (Lage) |
| Francis Scott Key | Frachter | Vereinigte Staaten     | 7191              |                                               |
| Harpalion         | Frachter | Vereinigtes Königreich | 5486              | am 13. April durch III./KG 30 versenkt (Lage) |
| Ironclad          | Frachter | Vereinigte Staaten     | 5685              |                                               |
| Kiew              | Frachter | Sowjetunion            | 5823              | am 13. April durch U 435 versenkt (Lage)      |
| Mana              | Frachter | Honduras               | 3283              |                                               |
| Minotaur          | Frachter | Vereinigte Staaten     | 4554              |                                               |
| Mormacrio         | Frachter | Vereinigte Staaten     | 5940              |                                               |
| Narvarino         | Frachter | Vereinigtes Königreich | 4841              |                                               |
| River Afton       | Frachter | Vereinigtes Königreich | 5479              |                                               |
| Sewzaples         | Frachter | Vereinigtes Königreich | 3974              |                                               |
| Stone Street      | Frachter | Panama                 | 6131              |                                               |
| Temple Arch       | Frachter | Vereinigtes Königreich | 5138              |                                               |
| West Gotomska     | Frachter | Vereinigte Staaten     | 5728              |                                               |

## Verlauf
Nachdem der Geleitzug von der deutschen Luftaufklärung erfasst war, erfolgte am 11. April ein erster Angriff von Junkers Ju 88 der III. Gruppe/Kampfgeschwader 30 des Fliegerführers Lofoten, von ihrer norwegischen Basis Bardufoss (Lage) aus. Dabei versenkte sie den Frachter Empire Cowper (7.164 BRT). Dagegen konnten die Zerstörer Hermann Schoemann, Z 24 und Z 25 den Konvoi nicht finden. In der Nacht des 12./13. April griff U 435 das Geleit an. Nachdem es die Punjabi noch knapp verfehlt hatte, versenkte es die Frachter El Occidente (6.008 BRT) und Kiev (5.823 BRT). Am 13. April kam wieder die III./KG 30 zum Zug, die den Frachter Harpalion (5.486 BRT) versenkte. Unterwegs schlossen sich 16 Handelsschiffe und zwei Minensucher des Geleitzuges PQ 14 dem QP 10 an, da sie wegen Packeisschäden umkehren mussten. Der QP 10 erreichte am 21. April das isländische Reykjavík. Er verlor insgesamt vier Frachter mit 24.481 BRT.